# Лазар Каралић
Лазар Каралић (Бања Лука, 12. јун 1999) је рагбиста који је игра за екипу бањалучког Борца и сениорску репрезентацију Босне и Херцеговине.

## Клубски наступи
У сезони 2014. забиљежио је забиљежио најбољи наступ за свој рагби клуб када је у финалу Прве рагби лиге Републике Српске постигао хет трик есеја са 15 година, играјући за сениорски тим . Висок је 180 cm, а тежак 78 kg. Иначе ради се о брзоногом рагбисти.
Са екипом Ратника Дрвар забиљежио је и 2 наступа у Балканској Супер Лиги у рагби лиги.
У јулу и августу 2017. године је тренирао и са екипом Херингеј Рајнос из Лондона. Челници клуба су били задовољни његовим вјештинама.

## Репрезентација
У јануару 2018. је добио позив на припреме са Рагби лига репрезентацијом Србије за Европско првенство У19, док је стандардни члан Рагби лига репрезентације Босне и Херцеговине, као и Рагби лига репрезентације Републике Српске.